# Юная мисс США 2009
Юная Мисс США 2009 (англ. Miss Teen USA 2009) — 27-й национальный конкурс красоты, проводился в Imperial Ballroom, Atlantis Paradise Island, Нассау, Багамские Острова. Победительницей стала Сторми Хенли, представительница штата Теннесси.
Впервые транслировалось на Ustream[источник?] Эд Филдс и Стиви Перри вели презентационное шоу, Сет Голдман и победительница Мисс США 2008, Кристл Стюарт проводили финальное шоу. Выступали музыкальная группа «Honor Society» и канадский певец Леа Рене.

## Результат

### Места
| Итоговый результат | Участница |
| ------------------ | --- |
| Юная Мисс США 2009 | - Теннесси — Сторми Хенли |
| 1-я Вице Мисс      | - Джорджия — Брук Флетчер |
| 2-я Вице Мисс      | - Калифорния — Челси Гилиган |
| 3-я Вице Мисс      | - Мэриленд — Кейси Стайнсцевски |
| 4-я Вице Мисс      | - Луизиана — Бриттани Гуидри |
| Топ 15             | - Арканзас — Элисон Кузенбергер - Кентукки — Джефра Бланд - Мичиган — Кристен Даньял - Миссури — Сьерра Дримак - Невада — Илери Тунрареби - Огайо — Келси Стивенс - Род-Айленд — Талия Турко - Юта — Таша Смедли - Вашингтон — Сэйди Портер - Вайоминг — Эми Дэвид |

### Специальные награды
| Награда              | Участница               |
| -------------------- | ----------------------- |
| Мисс Конгениальность | - Гавайи — Эшли Мозер   |
| Мисс Фотогеничность  | - Айова — Эллисон Ховда |

## Финал
Топ 15 участниц были объявлены во время финального шоу. До объявления участниц выступила группа «Honor Society» и Лиа Рене. Оставшиеся пятнадцать участниц выходили в вечерних платьях. После выхода, Сет Голдман побеседовал с девушками за кулисами. Топ пять участниц были заданы вопросы о себе судьями. Каждой участнице давалось тридцать секунд, чтобы ответить на заданный вопрос. После чего были объявлены призёры и победительницы.

## Новая корона
«Diamond Nexus Labs» создала новую корону для конкурса красоты, в замену короны созданной «Mikomoto» в 2002 году[источник?].

## Участницы
Список участниц конкурса:
| Штат                       | Имя                 | Родной город   | Возраст | Место              | Награда              | Примечание |
| -------------------------- | ------------------- | -------------- | ------- | ------------------ | -------------------- | --- |
| Алабама                    | Александрия Блансит | Форт-Пейн      | 18      |                    |                      | Позже вошла в Топ 15 «Мисс Алабама 2012»                                                                                                  |
| Аляска                     | Злата Сущик         | Анкоридж       | 19      |                    |                      | |
| Аризона                    | Уитни Нельсон       | Финикс         | 18      |                    |                      | |
| Арканзас                   | Элисон Кузенбергер  | Литл-Рок       | 18      | Топ 15             |                      | Позже участвовала в «Мисс Арканзас USA» и входила в 5 с 2012-2017 года                                                                    |
| Калифорния                 | Челси Гиллиган      | Бомонт         | 18      | 2-я Вице мисс      |                      | |
| Колорадо                   | Тейлор Шеттлер      | Касл-Рок       | 16      |                    |                      | Позже 2-я Вице мисс на «Мисс Канзас» |
| Коннектикут                | Тиффани Тейшейра    | Бриджпорт      | 18      |                    |                      | Позже «Мисс Коннектикут 2016» и вошла в Топ 10 на Мисс США 2016                                                                           |
| Делавэр                    | Келси Миллер        | Уилмингтон     | 18      |                    |                      | Позже «Мисс Делавэр 2014» |
| Вашингтон (округ Колумбия) | Джессика Наулин     | Вашингтон      | 17      |                    |                      | |
| Флорида                    | Кайла Коллиер       | Пагоки         | 18      |                    |                      | |
| Джорджия                   | Брук Флетчер        | Пичтри-Сити    | 17      | 1-я Вице мисс      |                      | Позже «Мисс Джорджия 2015» |
| Гавайи                     | Эшли Мозер          | Гонолулу       | 17      |                    | Мисс Конгениальность | |
| Айдахо                     | Марисса Викланд     | Бойсе          | 17      |                    |                      | Сестра победительницы «Юная мисс Айдахо 2006» и позже «Мисс Айдахо 2013»                                                                  |
| Иллинойс                   | Стейси Юрис         | Тинли-Парк     | 18      |                    |                      | Позже «Мисс Иллинойс 2013» и 2-я Вице мисс на Мисс США 2013                                                                               |
| Индиана                    | Бейли Циммерман     | Лебанон        | 17      |                    |                      | - Позже полуфиналистка на «Мисс Нью-Йорк USA» - Позже 3-я Вице мисс на «Мисс Индиана 2020»                                                |
| Айова                      | Эллисон Ховда       | Сидар-Рапидс   | 18      |                    | Мисс Фотогеничность  | Изначально 1-я Вице мисс, но получила титул после того, как Элли Цимболук отказалась от титула по личным причинам.                        |
| Канзас                     | Алексис Ревалт      | Олейте         | 18      |                    |                      | Позже 4-я Вице мисс на «Мисс Канзас 2016»                                                                                                 |
| Кентукки                   | Джефра Бланд        | Кемпбеллсвилл  | 19      | Топ 15             |                      | |
| Луизиана                   | Бриттани Гидри      | Гоума          | 16      | 4-я Вице мисс      |                      | - Кузина победительницы «Мисс Луизиана 2008», Мишель Бертело - Позже победительница «Мисс Луизиана 2014» и 3-я Вице мисс на Мисс США 2014 |
| Мэн                        | Джордан Ширс        | Горем          | 17      |                    |                      | Позже 4-я Вице мисс на «Мисс Мэн 2014» |
| Мэриленд                   | Кейси Станисевски   | Еджвотер       | 18      | 3-я Вице мисс      |                      | - В прошлом «Miss Maryland's Outstanding Teen 2007» - Позже «Мисс Мэриленд 2013» и вошла в Топ 15 на Мисс США 2013                        |
| Массачусетс                | Кэти Ваталаро       | Истон          | 18      |                    |                      | |
| Мичиган                    | Кристен Даньял      | Стерлинг-Хайтс | 19      | Топ 15             |                      | Позже «Мисс Мичиган 2012» и вошла в Топ 15 на Мисс США 2012                                                                               |
| Миннесота                  | Ванесса Джонстон    | Лейквилл       | 17      |                    |                      | Появился в 15 сезоне реалити-шоу Топ-модель по-американски, исключена в кастинговых раундах                                               |
| Миссисипи                  | Паромита Митра      | Гаттисбург     | 17      |                    |                      | Позже «Мисс Миссисипи 2013» |
| Миссури                    | Сьерра Дримак       | Коттелвилл     | 18      | Топ 15             |                      | |
| Монтана                    | Хейли Бойер         | Стивенсивилл   | 18      |                    |                      | |
| Небраска                   | Сара Холлинс        | Омаха          | 19      |                    |                      | Позже «Мисс Небраска 2016» |
| Невада                     | Илери Тунрареби     | Хендерсон      | 19      | Топ 15             |                      | |
| Нью-Гэмпшир                | Эмбер Фоше          | Пелам          | 18      |                    |                      | Позже «Мисс Нью-Гэмпшир 2013» |
| Нью-Джерси                 | Алекса Брунетти     | Бригантин      | 18      |                    |                      | |
| Нью-Мексико                | Алексис Дюпрей      | Аламогордо     | 18      |                    |                      | - Позже «Мисс Нью-Мексико 2013» - Позже «Мисс Нью-Мексико 2015»                                                                           |
| Нью-Йорк                   | Тейлор Гилдерслив   | Маттитук       | 17      |                    |                      | Ранее в дневной мыльной опере Все мои дети на телеканале ABC в роли Сидни Харрис (2006–2007)                                              |
| Северная Каролина          | Скарлетт Хауэлл     | Ансонвилл      | 16      |                    |                      | |
| Северная Дакота            | Коди Миллер         | Амидон         | 16      |                    |                      | Позже участвовала в «Мисс Северная Дакота» и входила Топ 5 участниц в 2017-2021 годах.                                                    |
| Огайо                      | Келси Стивенс       | Ороро          | 18      | Топ 15             |                      | - Сестра Аманды Стивенс, участница «Юная мисс Огайо 2003» - Позже полуфиналистка «Мисс Огайо»                                             |
| Оклахома                   | Челси Колвард       | Талса          | 18      |                    |                      | |
| Орегон                     | Мишель Моди         | Бернс          | 18      |                    |                      | |
| Пенсильвания               | Алексис Джанке      | Бакс           | 16      |                    |                      | |
| Род-Айленд                 | Талия Турко         | Линкольн       | 18      | Топ 15             |                      | Позже 2-я Вице мисс «Мисс Род-Айленд 2012»                                                                                                |
| Южная Каролина             | Мэри Хелен Кавер    | Норт-Огаста    | 19      |                    |                      | |
| Южная Дакота               | Фаллин Паттерсон    | Рапид-Сити     | 17      |                    |                      | Позже 2-я Вице мисс «Мисс Южная Дакота»                                                                                                   |
| Теннесси                   | Сторми Хенли        | Кросвилл       | 18      | Юная мисс США 2009 |                      | |
| Техас                      | Келли Харрал        | Форт-Стоктон   | 16      |                    |                      | |
| Юта                        | Таша Смедли         | Сиракьюс       | 18      | Топ 15             |                      | - В прошлом «Miss Utah's Outstanding Teen 2006» - Отказалась от титула «Мисс Юта 2009» - В прошлом участница Dallas Cowboy Cheerleaders   |
| Вермонт                    | Бриттани Келемен    | Ричмонд        | 19      |                    |                      | |
| Виргиния                   | Мэгги Лоусон        | Бристол        | 18      |                    |                      | Позже 1-я Вице мисс «Мисс Виргиния 2014»                                                                                                  |
| Вашингтон                  | Сэди Портер         | Села           | 18      | Топ 15             |                      | |
| Западная Виргиния          | Алисия Томпсон      | Рипли          | 17      |                    |                      | |
| Висконсин                  | Элизабет Брайсон    | Брукфилд       | 18      |                    |                      | |
| Вайоминг                   | Эми Дэвид           | Пайндейл       | 17      | Топ 15             |                      | |

## Судьи
- Дуан Гази — Директор по скаутингу и развитию «Trump Model Management»;
- Эрик Маклендон — Актёр и риэлтор «The Corcoran Group»;
- Ева Чен — Редактор по красоте и здоровью «Teen Vogue»;
- Джиллиан Шелдон Хекендорф — Управляющий редактор «Momlogic»;
- Хизер Керцнер — «Kerzner International, Inc.»
- Джон Ши — Коммерческий агент «Frontier Booking, Inc.»;
- Марк Тернер — Коммерческий агент «Abrams Artists»;
- Рона Графф — Вице-президент и помощник президента «Trump Organization».

## Заметка
1. ↑  На момент участия в конкурсе

## Примечание
1. ↑  Miss Teen USA: The Pageant — 2009 Miss Teen USA Pageant — Venue Архивная копия от 12 мая 2012 на Wayback Machine
2. ↑  Miss Teen USA: News — 2009 MISS TEEN USA PAGEANT TO BE STREAMED LIVE ON JULY 31st FROM ATLANTIS, PARADISE ISLAND, BAHAMAS ON WWW.MISSTEENUSA.COM Архивная копия от 20 марта 2012 на Wayback Machine
3. ↑  Miss Teen USA : Charities. Дата обращения: 26 января 2016. Архивировано 11 июня 2009 года.
4. ↑  Miss Teen USA : Members. Дата обращения: 4 января 2022. Архивировано из оригинала 10 сентября 2012 года.